# ZM99
«ZM99» (укр. Змія, біл. Зьмяя) — білоруський гурт «Зьмяя» («Змія»), що репрезентує свою назву латиницею «ZM99», грає у стилях гард-рок та метал, заснований у Мінську 1999 року.

## Учасники
- Зоя «Зьмяя» Каральчук — спів, варган
- Уладзімєр «Sax» Сахончик — гітара
- Явгєн «Бровіч» Бровка — бас-гітара
- Андрій Ліхошерстов (Пєтя) — барабани

## Альбоми
- 2004 — Кідай зброю
- 2005 — Усё дзеля Вас!!!
- 2007 — ГОСТ густа дусту. Частка 1
- 2010 — www.zm99.net
- 2013 — Попробуй[1][2][3]
- 2015 — Если честно[4]